# Il tesoro delle isole Spaccadenti
Il tesoro delle isole Spaccadenti (The Lost Treasure of Sawtooth Island) è un film statunitense del 1999 diretto da Richard Brauer.
È un film d'avventura per ragazzi incentrato sulle vicende di un nonno (interpretato da Ernest Borgnine) e del nipote alla ricerca di un tesoro nascosto da un pirata sul fondo del lago Michigan.

## Produzione
Il film, diretto da Richard Brauer su una sceneggiatura di Terry Caszatt, fu prodotto dallo stesso Brauer per la Brauer Productions e la Picaroon Film Associates e girato a Frankfort (Michigan).

## Distribuzione
Il film fu distribuito negli Stati Uniti a dicembre del 1999. È stato poi pubblicato in DVD negli Stati Uniti dalla MTI Home Video nel 2004.
Alcune delle uscite internazionali sono state:
- in Paesi Bassi il 7 settembre 2004 (uscita DVD)
- in Germania (Das Geheimnis der Sägezahninsel)
- in Brasile (Em Busca do Tesouro Perdido in TV)
- in Italia (Il tesoro delle isole Spaccadenti)[6]